# Ammavaru

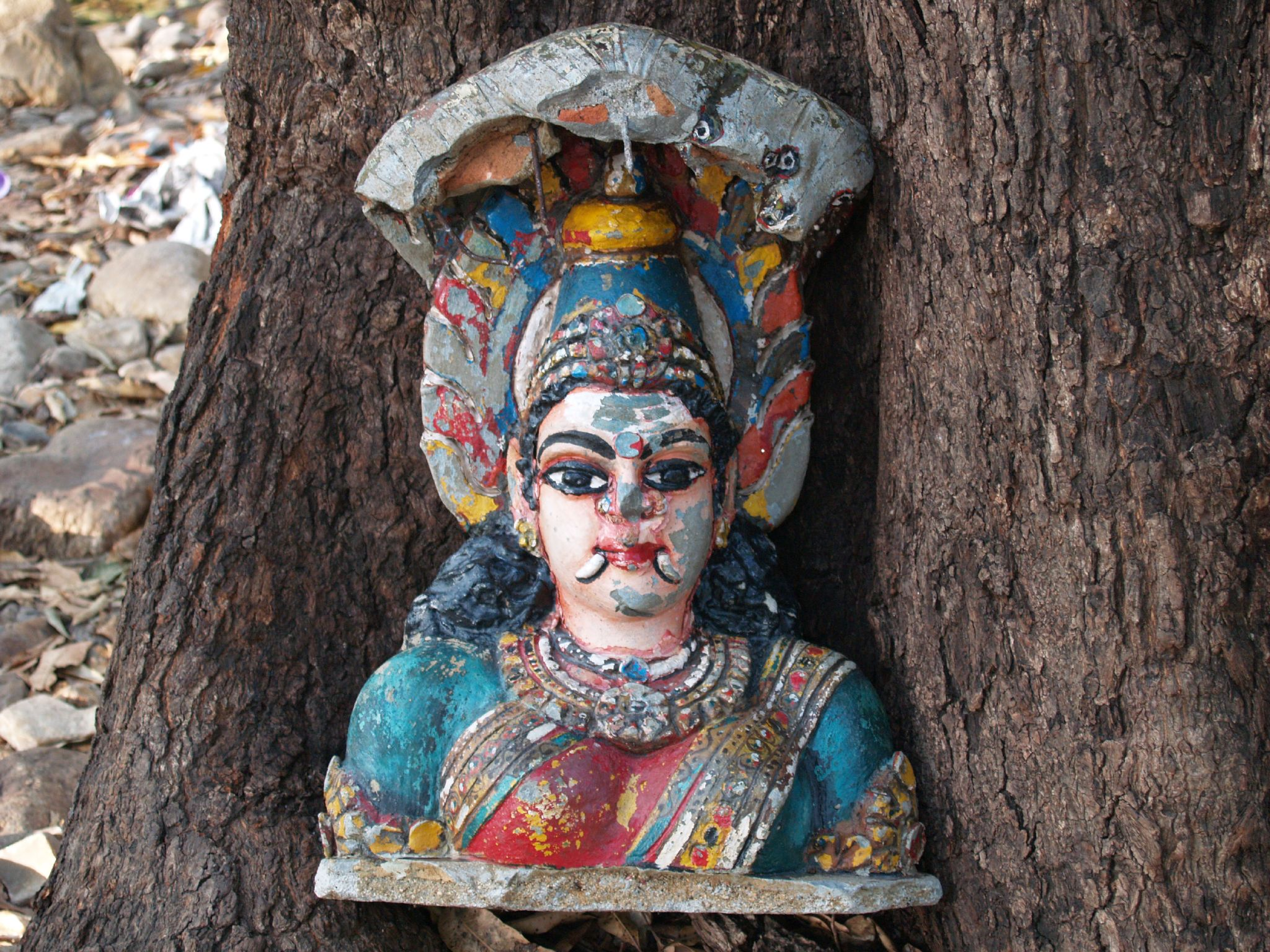
Statue de la divinité Ammavaru.

Dans l'Inde du sud, et plus particulièrement dans le Karnataka, Ammaravu est la divinité primordiale.
Au début des temps, seule existe Ammavaru assise sur une fleur de lotus flottant sur les eaux cosmiques. Pour se distraire, elle pond trois œufs d'où sortent les trois dieux de la Trimūrti : Brahmā, Vishnou, Shiva.
« Unissons-nous et créons la vie » dit-elle aux dieux. Ceux-ci refusent. Elle entre alors en fureur et ouvre le troisième œil qu'elle possède au milieu du front et qui brille de sa colère. Les dieux accèdent alors à sa demande, mais posent une condition : « Donne-nous d'abord ton troisième œil. »
Enflammée par le désir, Ammavaru décroche son troisième œil et le donne aux dieux, mais aussitôt elle perd ses pouvoirs divins, sa peau se ride, sa poitrine se flétrit et sa chevelure blanchit.
Brahmā, Vishnou, Shiva se servent alors de son corps pour créer le monde qu'ils vont gouverner.
Dans les villages de l'Inde, on considère souvent que les rues, les maisons, les champs sont faits de la matière d'Ammavaru.